# Слободан Жилник
Конрад Жилник Слободан (Капла, Табор, 16. фебруар 1919 — Козја, код Беле Паланке, 4. март 1944), радник, један од организатора Народноослободилачке борбе у јужној Србији и народни херој Југославије.

## Биографија
Рођен је 16. фебруара 1919. године у Капли код Табора, у Словенији. Његов отац Виктор је био столар, али без сталног запослења. У потрази за послом, породица Жилник се 1936. године преселила у Ниш, где су се његови родитељи запослили у војној кројачници. После завршетка основне школе, изучио је кројачки занат и са 17 године се запослио у нишкој фабрици коже.
Са радничким покретом Слободан се упознао још у раној младости, јер су му родитељи, као радници, били чланови радничког покрета. Учествовао је у штрајковима радника кожарске и текстилне индустрије у Нишу, а 1937. године примљен је у чланство Комунистичке партије Југославије.
Почетак Априлског рата, 1941. године, га је затекао на одслужењу војног рока. Пошто је избегао заробљавање вратио се кући у Ниш, где је активно учествовао у организовању устанка. Пошто је избегао масовно хапшење комуниста, 22. јуна 1941. године, постао је члан Окружног комитета КПЈ за Ниш, у којем је био задужен за војна питања. Учествовао је у формирању Озренског и Топличког партизанског одреда на Јастрепцу. Као борац Топличког одреда учествовао је у разним акцијама, као и познатој диверзији на хотел „Парк“ у Нишу, 2. августа 1941. године.
У борбама са четницима Косте Пећанца, код Житорађе 12. октобра 1941. године је био рањен, али је успео да побегне. Тада је погинуо Никола Кокоњешевић Дунћерски, а били су заробљени Жива Чиклован и Срба Андрејевић.
Као члан Окружног комитета КПЈ за Ниш радио је на терену Толице. Са Јабланичким партизанског одредом, учествовао је у нападу на рудник Леце. Тада је, обучен у униформу немачког војника, ушао међу Немце и побио неколико војника, чиме је много допринео извршењу ове акције.
ОК КПЈ за Ниш га је крајем новембра 1941. године, упутио у Озренски партизански одред да поново учврсти одред и оспособи га за даље акције, пошто је у претходним борбама погинуо читав командни састав Одреда. Фебруара 1942. године, Одред је нарастао на 60 бораца, а Слободан је постао командант. Са Одредом је учествовао у многим борбама: нападу на жандармеријску станицу у селу Ражањ; борбама са четницима у селу Попшици и код Пирковца; борбама са Бугарима, четницима и љотићевцима у Белом Потоку и на Црном врху; уништавању рудника угља код Сокобање; покушају атентата на среског начелника у Књажевцу; ликвидацији четничког Штаба код Параћина и др.
После формирања Тимочког партизанског батаљона, Слободан је напустио функцију војног руководиоца и као члан Окружног комитета посветио се политичком раду на терену. Крајем 1943. године, заједно са батаљоном, отишао је на подручје Пирота где је наставио рад Душана Тацковића Срећка и припремао оснивање народног одбора и других антифашистичких организација. По завршеном послу, почетком 1944. године, са још пет кренуо је назад. Код села Пајеж, су их, 27. фебруара, опколили четници. При покушају да пробију обруч, Слободан је тешко рањен и заробљен. Четници су га потом пренели у село Козје, где је неколико дана крварио и без ноге лежао на слами. Четници су га 4. марта 1944. године стрељали.
Указом председника Федеративне Народне Републике Југославије Јосипа Броза Тита, 6. јула 1953. године, проглашен је за народног хероја.

### Породица
Слободан Жилник се, 1941. године, у партизанима упознао, а потом и оженио, са Милицом Шуваковић, партијском активисткињом из Земуна и борцем Топличког партизанског одреда. Милица је касније ухапшена у Прокупљу и одведена у логор на Црвеном крсту у Нишу, где је и стрељана крајем 1942. године. Слободанов и Миличин син, Желимир Жилник, који је 1942. године рођен у нишком логору, један је од познатих југословенских филмских редитеља.